# ウルクス
ウルクス（イタリア語: Oulx) は、イタリア共和国ピエモンテ州トリノ県にある、人口約3,300人の基礎自治体（コムーネ）。

## 名称
ヴァル・ディ・スーザの他の町や村と同様に、この谷筋における多言語状況の結果として、複数の名を持つ。Oulx はイタリア語およびフランス語での名称で、['ulks] と発音される。これ以外の言語での名称は以下の通り。
- オック語キザルピナ方言: Ours [4]
- オック語標準語: Ors [ʊɾs] または Ols [5]
- ピエモンテ語: Ols [ʊls]

地名の起源については、ケルト人のサラッシ族 (Salassi) の指導者 Ulkos の名に求める説がある。他の説によれば、この地に祀られたマールス神の別名 Ultor から来ているともいう。中世の地図にはラテン語で、初めは Ulces、のちには Ulcium として記された。これら古い時代の名称は、オック語で Olcs となり、フランス語に入って Oulx となった。ファシスト政権時代に行われたイタリア語化政策により、この土地の名は1928年から1947年にかけて「ウルツィオ」 Ulzio とされた。ただし、 Ulzio というイタリア語化は Ulcium よりは Ultium からの変化形となってしまい、語源学的に誤りであるという指摘がされている。

## 地理

### 位置・広がり
トリノ県南西部のコムーネで、ヴァル・ディ・スーザに位置する。ウルクスの集落は、スーザの南西約20km、県都・州都トリノの西約67km、グルノーブルの東約88kmにある。

#### 隣接コムーネ
隣接するコムーネ、およびそれに相当する行政区画は以下の通り。FRで始まるのはフランス領で、FR-05はオート＝アルプ県所属を示す。
- エジッレス - 北東
- サルベルトランド - 北東
- プラジェラート - 東
- サウゼ・ドゥルクス - 南東
- セストリエーレ - 南
- チェザーナ・トリネーゼ - 南
- ナヴァッシュ（英語版） (FR-05) - 南西
- バルドネッキア - 北西

## 行政

### 行政区画
- Amazas, Auberges, Beaulard, Beaume, Chateau-Beaulard, Clots, Constans, Gad, Monfol, Pierremenaud, Puy, Royeres, San Marco, Savoulx, Signols, Soubras, Vazon, Villard

### 山岳部共同体
広域行政組織である山岳部共同体「ヴァッレ・スーザ・エ・ヴァル・サニョーネ山岳部共同体」 (it:Comunità montana Valle Susa e Val Sangone) （事務所所在地: ブッソレーノ）を構成するコムーネの一つである。

## 姉妹都市
- Saint-Donat-sur-l'Herbasse、フランス